# Карел Черний
Карел Черний (чеськ. Karel Černý, 1 лютого 1910 — дата смерті невідома) — чехословацький футболіст, що грав на позиції захисника за клуб «Славія».
Триразовий чемпіон Богемії і Моравії

## Клубна кар'єра
У футболі дебютував 1938 року виступами за команду «Славія», кольори якої і захищав протягом усієї своєї кар'єри гравця, що тривала п'ять років. За цей час тричі виборював звання чемпіона Богемії і Моравії.

## Виступи за збірну
Був присутній в заявці збірної на чемпіонаті світу 1938 року у Франції, але на поле не виходив.

## Титули і досягнення
- Чемпіон Богемії і Моравії (3):

«Спарта» (Прага): 1939-1940, 1940-1941, 1941-1942